# 特爾諾瓦奇科湖

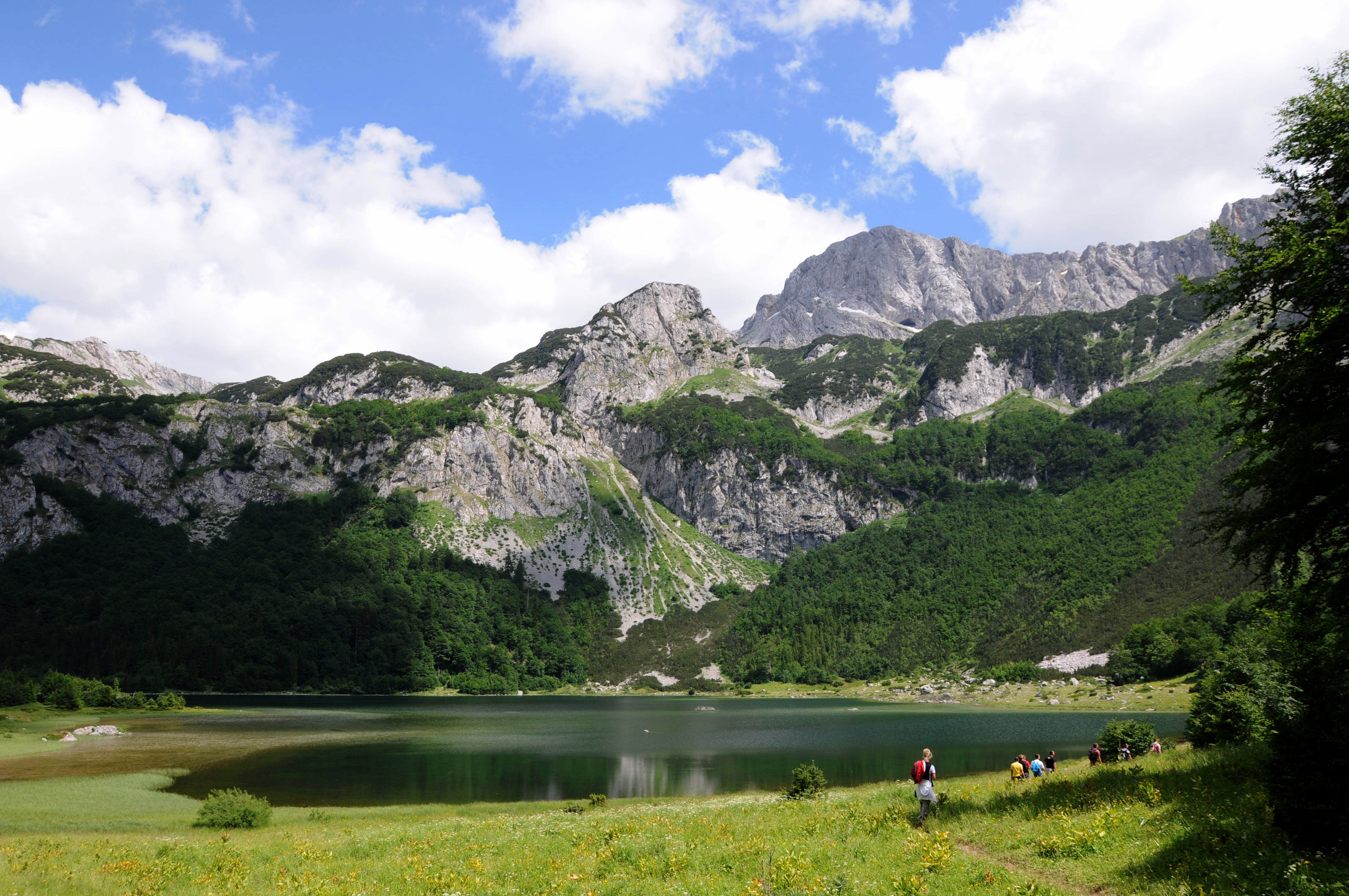
特爾諾瓦奇科湖

特爾諾瓦奇科湖是黑山的湖泊，位於該國西北部，由普盧日內負責管轄，長0.8公里、寬0.7公里，面積0.4平方公里，海拔高度1,517米，最大水深9米，該湖是熱門的遠足地點。

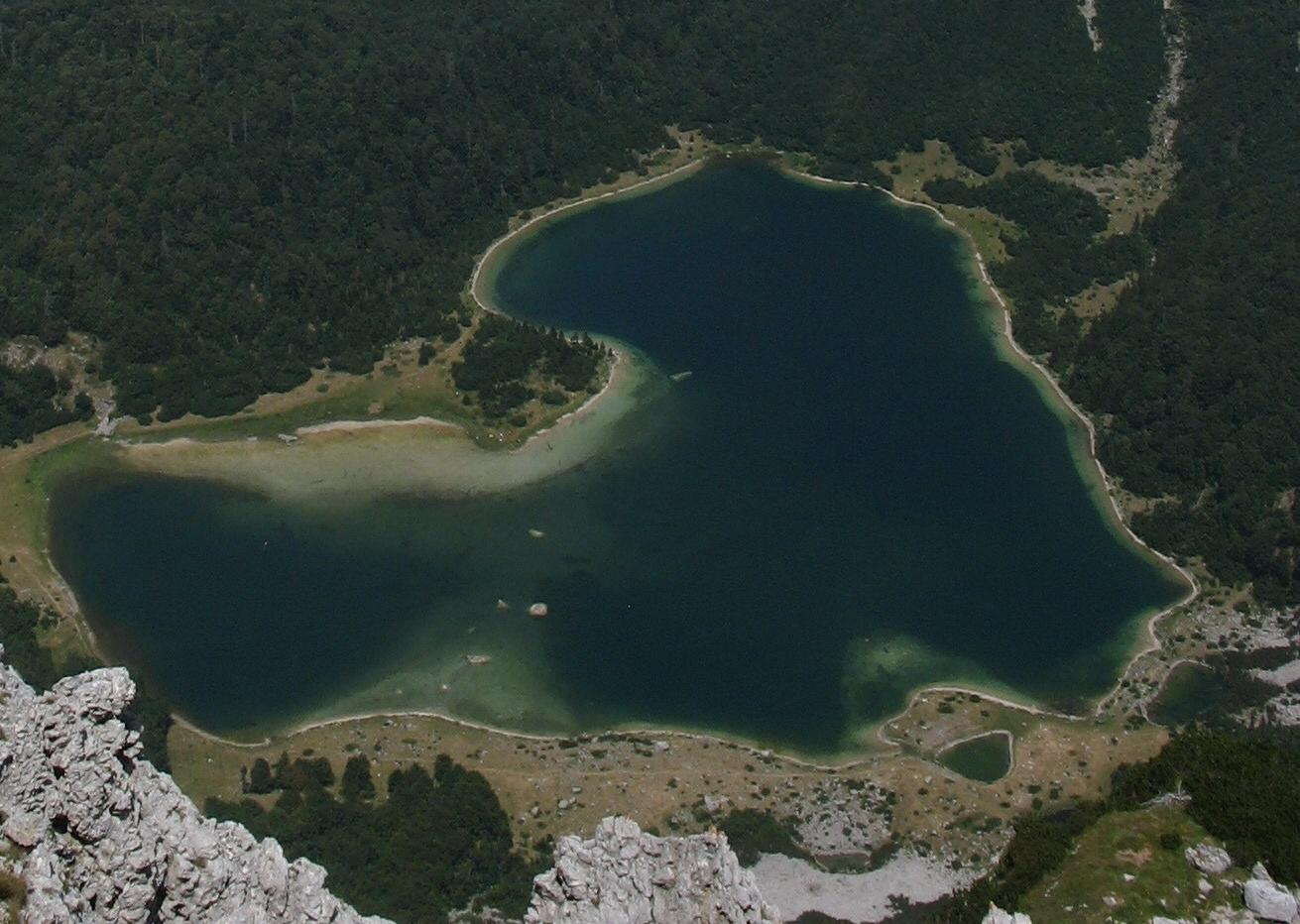
山上俯瞰

43°15′06″N 18°43′36″E / 43.25167°N 18.72667°E